# Amelia Boynton Robinson

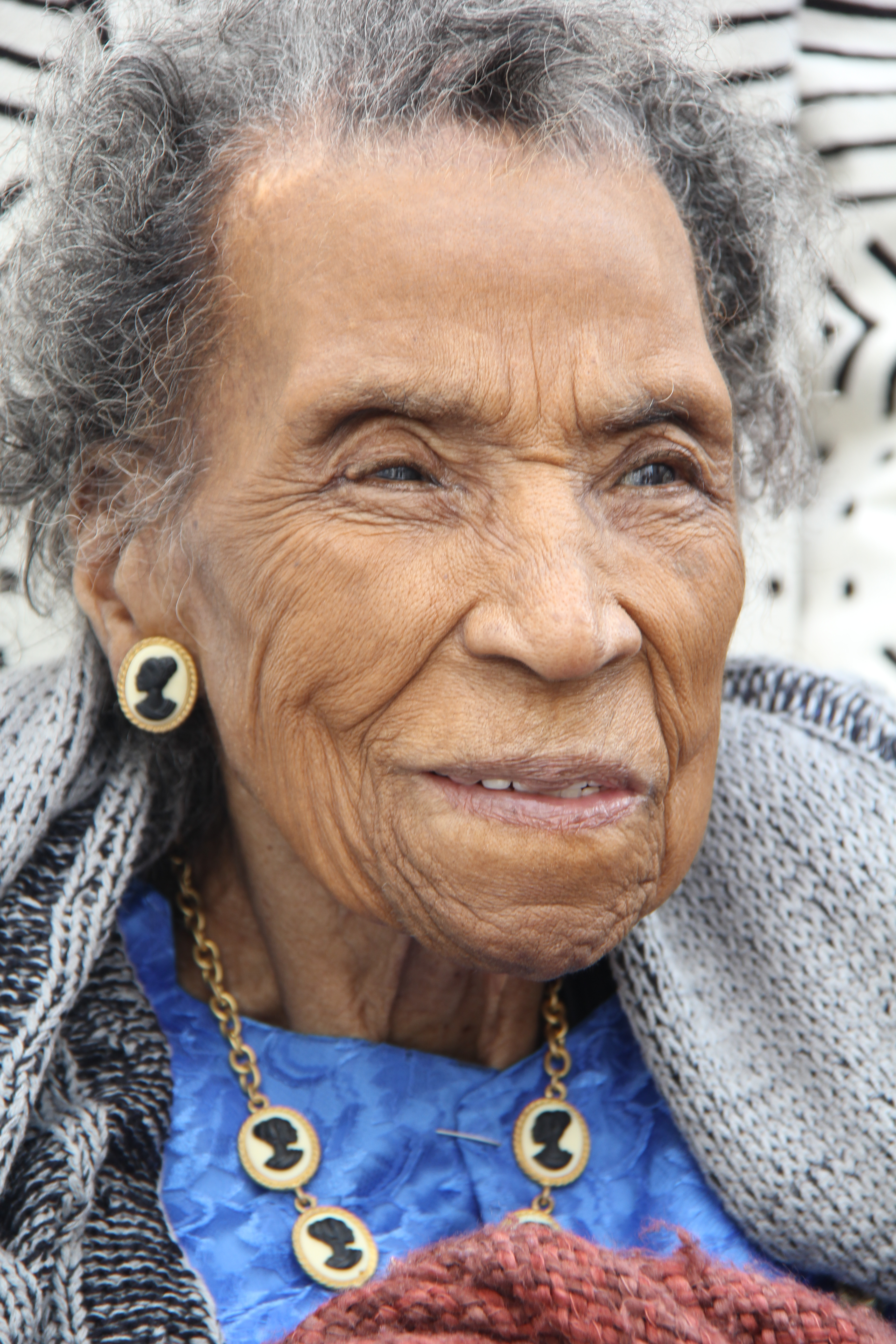

Amelia Isadora Platts Boynton Robinson (18 de agosto de 1911 – 26 de agosto de 2015) foi uma ativista norte-americana, uma das lideranças do Movimento dos direitos civis dos Estados Unidos em Selma, Alabama e figura chave nas Marchas de Selma a Montgomery em 1965. Em 1984, ela se tornou vice-presidente fundadora do Schiller Institute afiliado a Lyndon LaRouche. Ela foi homenageada em 1990 com a Medalha da Liberdade Martin Luther King. Em 2014, a atriz Lorraine Toussaint a interpretou no filme Selma, dirigido por Ava DuVernay.

## Primeiros anos
Amelia Isadora Platts nasceu em Savannah, Georgia, em 18 de agosto de 1911 filha de George e Anna Eliza (Hicks) Platts, ambos afro-descendentes americanos. Ela também tinha ancestrais cherokees e alemães. A igreja foi decisiva para os primeiros nove anos de formação de Amelia. Quando jovem, ela se envolveu na campanha pelo voto feminino nos Estados Unidos. Sua família a encorajou a ler desde criança e ela frequentou por dois anos o Colégio Industrial para Jovens Negros do Estado da Georgia (atual Savannah State University), historicamente uma instituição para afro-descendentes. Ela se transferiu para o Instituto Tuskegee (hoje Tuskegee University), obtendo graduação em economia doméstica em 1927.

## Carreira e direitos civis
Platts lecionou na Georgia antes de suas atividades no Departamento de Agricultura dos EUA (USDA) em Selma como agente de demonstração doméstica para o Condado de Dallas. Ela ensinou a população rural sobre produção e processamento de alimentos, nutrição, saúde e outros assuntos relacionados à agricultura e produção doméstica.
Ela conheceu seu futuro marido Samuel William Boynton em Selma, onde trabalhava como agente de extensão durante a Grande Depressão. Eles se casaram em 1936 e tiveram dois filhos, Bill Jr. e Bruce Carver Boynton. Mais tarde eles adotaram dois sobrinhos de Amelia, Sharon (Platts) Seay e Germaine (Platts) Bowser. Amelia e Samuel conheceram o notável botânico, inventor, cientista e agrônomo George Washington Carver no Tuskegee Institute, no qual ambos se graduaram.
Em 1934 Amelia Boynton registrou-se para votar, o que era extremamente difícil para negros do Alabama. A maioria deles foi efetivamente excluída da política por décadas, exclusão que se estendeu até os anos de 1960. Em 1963, Samuel Boynton morreu. Era hora de fazer crescer o movimento dos direitos civis. Amelia fez de sua casa e escritório em Selma um centro para reuniões estratégicas das lutas dos direitos civis de Selma, incluindo a campanha pelo voto. Em 1964 Boynton concorreu para o Congresso pelo Alabama, esperando encorajar o registro dos negros para a eleição. Ela foi a primeira mulher afro-americana a disputar um cargo eletivo no Alabama e a primeira mulher de qualquer raça a disputar pelo [Partido Democrata (Estados Unidos)|Partido Democrata dos Estados Unidos]] naquele estado, tendo recebido 10% dos votos.
Em 1964 e 1965, Boynton trabalhou com Martin Luther King, Diane Nash, James Bevel e outros da Conferência da Liderança Cristã do Sul (SCLC) para planejar manifestações pelos direitos civis e pelo direito ao voto. Enquanto Selma tinha uma população com 50% de negros, somente 300 dos residentes afro-americanos eram registrados como eleitores em 1965, após milhares serem presos em protestos. Em março de 1966, após os movimentos pelo direito ao voto de 1965, 11 mil foram registrados como eleitores.
Para dar força aos protestos contra a segregação até 1965, Amelia Boynton ajudou a organizar uma marcha para a capital do estado de Montgomery, iniciada por James Bevel e que tomou corpo em 7 de março de 1965. Liderada por John Lewis, Hosea Williams e Bob Mants, e que incluiu Rosa Parks e outros. O evento ficou conhecido como Domingo Sangrento quando a polícia municipal e do estado reprimiu violentamente a marcha, assim que os manifestantes atravessaram a ponte Edmund Pettus em direção ao município de Dallas, Alabama. Após agressões covardes, comandadas pelo Xerife Jim Clark, Boynton ficou insconsciente e sua fotografia caída no solo da ponte Edmund Pettus Bridge percorreu o mundo.
Ela teve queimaduras na garganta em virtude dos efeitos do gás lacrimogêneo, mas, ainda assim, Amelia participaria das duas marchas seguintes. Finalmente, com proteção federal e com milhares de manifestantes, inclusive brancos, se reunindo ao protesto, a terceira marcha alcançou Montgomery no dia 24 de março com 25 mil pessoas.
Os eventos do Domingo Sangrento e as marchas seguintes sensibilizaram a opinião pública nacional e contribuíram para a aprovação da Lei dos direitos de voto de 1965. Boynton foi convidada de honra na cerimônia em que o presidente Lyndon Johnson assinou a Lei em agosto daquele ano.

## Últimos Anos
Boynton casou-se novamente em 1969, com um músico chamado Bob W. Billups, que morreu em um acidente de barco em 1973. Ela ainda se casaria pela terceira vez em 1976, com um antigo colega de classe de Tuskegee chamado James Robinson. Ela se mudou com ele para Tuskegee após o casamento e James morreria em 1988.
Em 1992, a proclamação do "Dia de Amelia Boynton Robinson" em Seattle e no estado de Washington foi suspensa quando oficiais anunciaram seu envolvimento em fraudes relacionadas ao Schiller Institute e um de seus fundadores Lyndon LaRouche. Foi a primeira vez que o estado destituiu alguém da honraria.
Durante o ano 2007, Robinson viajou pela Suécia, Dinamarca, Alemanha, França e Itália, no exercício de funções como Vice-Presidente do Schiller Institute. Ela falou com jovens europeus sobre seu apoio a LaRouche, que negava fatos sobre os ataques de 11 de setembro de 2001, Martin Luther King e Franklin Delano Roosevelt, bem como sobre a continuidade de problemas de racismo nos Estados Unidos, o que ela dizia que foi demonstrado pelos recentes eventos em Jena (Luisiana).
Amelia se aposentou como vice-presidente do Schiller Institute in 2009.
Em fevereiro de 2011, com 99 anos, ela retornou a sua cidade natal em Savannah, para ensinar a estudantes da Savannah State University.
Depois de sofrer uma série de acidentes vasculares cerebrais, morreu em 26 de agosto de 2015. em Montgomery, Alabama, oito dias depois de celebrar seu 104º aniversário.

## Legado e prêmios
In 1990, Boynton foi premiada com a Medalha da Liberdade Martin Luther King.
Seu livro de memórias, Bridge Across Jordan, inclui tributos de amigos e colegas incluindo Coretta Scott King and Andrew Young.
Em 2014, a cidade de Selma renomeou cinco blocos da rua Lapsley como rua Boynton em sua homenagem.
Amelia foi interpretada por Lorraine Toussaint no filme de 2014 Selma, que tratava do movimento pelo direito ao voto e das Marchas de Selma a Montgomery. Já com 103 anos, ela não teve condições de viajar para ver o filme. A Paramount Pictures preparou, então, uma sessão privada em sua própria casa, aberta a seus familiares e amigos. Um repórter da CNN esteve presente para falar sobre o filme e as experiências de Amélia na cidade de Selma. Segundo esse profissional, Amelia teria considerado o filme fantástico.
Em janeiro de 2015, Amelia participou do Discurso sobre o Estado da União, como convidada do presidente Barack Obama, e, em sua cadeira de rodas, ao lado de Obama e outros atravessou a ponte Edmund Pettus durante os festejos do 50º aniversário das marchas.